# Saison 3 d'Un village français
Chronologie
Saison 2 d'Un village français Saison 4 d'Un village français
Cet article présente le guide des épisodes de la troisième saison de la série télévisée Un village français.

## Épisode 1:Le temps des secrets
- Numéros : 13 (3-01)
- Diffusion(s) : 
  -  France : 28 novembre 2010 sur France 3
- Audience(s) : 2,8 M[1]
- Résumé : 28 septembre 1941. Depuis juin 41 et l’ouverture du front russe, les militants communistes s’engagent d'autant plus dans la résistance qu'avant. À Villeneuve, une opération à laquelle participe Marcel tourne mal et Suzanne est arrêtée par la police française. Pendant ce temps, Raymond Schwartz apprend que le nouveau Kreiskommandant a décidé de rompre le contrat les unissant, ce qui le condamne à la faillite. Il envisage de racheter une entreprise de béton dans le cadre de la politique d'aryanisation. Le petit Gustave, puis Bériot découvrent la relation entre Lucienne et Kurt.

## Épisode 2:Notre père
- Numéros : 14 (3-02)
- Diffusion(s) : 
  -  France : 28 novembre 2010 sur France 3
- Audience(s) : 2,8 M[1]
- Résumé : 17 octobre 1941. Alors que Marcel est en réunion avec le parti communiste qui envisage d'organiser un attentat contre un officier allemand, Daniel vient lui annoncer qu’ils doivent se rendre au chevet de leur père mourant, avec lequel il a rompu tout contact quelques années auparavant. Raymond a accepté de reprendre l'entreprise de béton de Crémieux selon ses termes mais leur accord est démasqué et il se retrouve en mauvaise posture. Une nouvelle élève arrive à l'école, Hélène, la fille de Crémieux.

## Épisode 3:La planque
- Numéros : 15 (3-03)
- Diffusion(s) : 
  -  France : 5 décembre 2010 sur France 3
- Audience(s) : 2,60 M
- Résumé : 19 octobre 1941. Lucienne, dont la liaison avec Kurt a été découverte par Bériot, le directeur de l’école, hésite à avorter de l’enfant qui va naître de son union scandaleuse. Marie scolarise son fils à l'école et les deux femmes se rapprochent. Marcel et le parti préparent un attentat visant un officier allemand, sur la place devant la Kommandantur. Marcel et Suzanne se retrouvent au milieu d'une rafle.

## Épisode 4:Si j'étais libre
- Numéros : 16 (3-04)
- Diffusion(s) : 
  -  France : 5 décembre 2010 sur France 3
- Audience(s) : 2,60 M
- Résumé : 20 octobre 1941. Suzanne et Marcel sont interrogés à la Kommandantur, à la suite d'une rafle en réaction à un attentat survenu à Nantes. Daniel essaie de faire libérer les 50 personnes arrêtées pendant qu'Hortense entame une liaison avec Heinrich, responsable du SD. Marie et ses enfants se rendent sur la tombe de Lorrain. Mme Schwartz, vexée d'avoir perdu à un concours de gâteau, veut se venger de Lucienne, la présidente du jury. Marceau lui avoue son secret : sa relation avec Kurt.

## Épisode 5:Le choix des armes
- Numéros : 17 (3-05)
- Diffusion(s) : 
  -  France : 12 décembre 2010 sur France 3
- Audience(s) : 2,96 M
- Résumé : 23 octobre 1941. Marcel est chargé de voler une arme à un officier chez Mme Berthe. Kurt est muté en Allemagne et demande Lucienne en mariage en l'invitant à le suivre. Bériot reçoit une lettre anonyme dénonçant leur relation. Hortense avoue à Daniel sa liaison avec Heinrich.

## Épisode 6:La java bleue
- Numéros : 18 (3-06)
- Diffusion(s) : 
  -  France : 12 décembre 2010 sur France 3
- Audience(s) : 3,10 M
- Résumé : 25 octobre 1941. Le parti communiste continue les préparations pour l'attentat sur un officier allemand. Ils veulent assassiner le Kreiskommandant lors de sa visite à M. Schwartz. Daniel l'apprend et essaie de dissuader Marcel d'y participer. Kurt est envoyé sur le front russe car sa relation avec Lucienne a été dénoncée par une lettre anonyme. Hortense a quitté Daniel et vit à l’hôtel. Le corps de Caberni, l'homme assassiné par Raymond, est retrouvé.

## Épisode 7:Une chance sur deux
- Numéros : 19 (3-07)
- Diffusion(s) : 
  -  France : 19 décembre 2010 sur France 3, 24 mars 2014 sur France 5
- Audience(s) : 3,39 M
- Résumé : 26 octobre 1941. Maintenant que Kurt a été muté sur le front russe, Lucienne se retrouve seule et enceinte. Elle accepte d'épouser Bériot, le directeur de l'école. Le maire, Daniel Larcher, veut se constituer otage à la place de ses concitoyens. Yvon et Marcel se rendent dans une pharmacie et tirent sur deux officiers allemands avant de s'enfuir.

## Épisode 8:Le choix
- Numéros : 20 (3-08)
- Diffusion(s) :
  -  France : 19 décembre 2010 sur France 3, 24 mars 2014 sur France 5
- Audience(s) : 3,50 M
- Résumé : 27 octobre 1941. Un officier allemand a été tué à Villeneuve. Si les terroristes ne se dénoncent pas, vingt otages seront fusillés. Le sous-préfet propose d'établir la liste lui-même si le Kreiskommandant consent à la diminuer à dix noms. Crémieux demande à nouveau à Marie et Raymond de transporter un colis de l'autre côté de la ligne. Jean Marchetti, récemment promu, est de retour à Villeneuve, chargé de retrouver les auteurs de l'attentat.

## Épisode 9:Quel est votre nom?
- Numéros : 21 (3-09)
- Diffusion(s) : 
  -  France : 26 décembre 2010 sur France 3
- Audience(s) : 2,93M
- Résumé : 28 octobre 1941. Le pharmacien identifie Yvon comme le tireur lors de l'attentat. Marchetti voudrait attendre qu'il les mène à Marcel mais le sous-préfet insiste pour qu'il soit arrêté. Heinrich l'apprend... Yvon meurt avant d'avoir dit quoi que ce soit, ne serait-ce que son nom. Gustave est persuadé que son père est en Suisse et décide de s'y rendre pour le retrouver. Il vole de l'argent à Daniel et prend le bus, accompagné d'Hélène, la fille de Crémieux. Il tombe dans une rivière.

## Épisode 10:Par amour
- Numéros : 22 (3-10)
- Diffusion(s) : 
  -  France : 26 décembre 2010 sur France 3
- Audience(s) : 3,21 M
- Résumé : 29 octobre 1941. Heinrich annonce à Hortense qu'il sera muté sur le front russe dès le lendemain s'il ne retrouve pas Marcel. Gustave a une pneumonie à la suite de sa fugue et se repose chez son oncle Daniel qui le soigne. Son père a promis de passer le voir et il en parle à Hortense qui dénonce son beau-frère à Heinrich, son amant allemand. Alors que Bériot organise la soirée de ses fiançailles, Kurt revient à Villeneuve le temps de quelques heures et envisage de déserter pour se réfugier en Suisse avec Lucienne et y élever leur enfant mais après avoir revu Kurt, elle revient pour fêter ses fiançailles avec Bériot. Marcel échappe à Heinrich qui arrête son frère Daniel, après l'avoir frappé à coups de pied dans le ventre.

## Épisode 11:Le traître
- Numéros : 23 (3-11)
- Diffusion(s) : 
  -  France : 2 janvier 2011 sur France 3
- Audience(s) : 3,35 M
- Résumé : 31 octobre 1941. Hortense regrette d'avoir dénoncé Marcel à Heinrich en voyant que Daniel a été arrêté et qu'il est blessé. Elle va demander de l'aide à Marchetti pour le faire libérer. Elle est torturée par son amant pour faire parler son mari au sujet de Marcel. Raymond offre une ferme à Marie et ses enfants qui quittent le domicile de De Kervern et Judith. Sarah est arrêtée et envoyée dans un camp pour les Juifs à Pithiviers. De Kervern accepte la proposition du neveu du sous-préfet : de l'argent en échange du nom de l'assassin de Caberni. Le Parti recherche le traître qui aurait dénoncé Yvon. Heinrich est muté à Minsk.

## Épisode 12:Règlements de comptes
- Numéros : 24 (3-12)
- Diffusion(s) : 
  -  France : 2 janvier 2011 sur France 3
- Audience(s) : 3,35 M
- Résumé : Le Parti charge Marcel d'éliminer Suzanne qu'ils pensent être le traître ayant dénoncé Yvon puis l'envoie se cacher à Paris. Daniel essaie de faire libérer Sarah. Crémieux demande de l'aide à Bériot pour imprimer des tracts pour la Résistance. Lucienne est contre, ils ont prêté serment au Maréchal. Raymond envisage de quitter sa femme pour s'installer avec Marie. De Kervern et Judith quittent Villeneuve pour se rendre à Paris, afin qu'elle soit opérée. Raymond informe sa femme qu'il la quitte. Il est blessé d'une balle dans le dos par le neveu du sous-préfet. Daniel demande à sa femme Hortense de quitter leur maison, elle fait une tentative de suicide.